# Tom Pappas
Thomas Pappas, detto Tom (Azalea, 6 settembre 1976), è un multiplista statunitense, campione mondiale del decathlon a Parigi Saint-Denis 2003.

## Biografia
Alla high school praticava football americano, baseball e pallacanestro, mentre suo nonno è stato un wrestler professionista.
Oltre alle due medaglie d'oro vinte nel 2003, rispettivamente nell'eptathlon ai Mondiali indoor di Birmingham 2003 e nel decathlon ai Mondiali di Parigi Saint-Denis 2003, vanta anche una medaglia di bronzo conquistata ai Goodwill Games di Brisbane nel 2001.

## Palmarès
| Anno | Manifestazione  | Sede        | Evento    | Risultato | Prestazione | Note                          |
| ---- | --------------- | ----------- | --------- | --------- | ----------- | ----------------------------- |
| 1999 | Mondiali        | Siviglia    | Decathlon | dnf       | dnf         |                               |
| 2000 | Giochi olimpici | Sydney      | Decathlon | 5º        | 8 425 p.    |                               |
| 2003 | Mondiali indoor | Birmingham  | Eptathlon | Oro       | 6 361 p.    | Miglior prestazione personale |
| 2003 | Mondiali        | Saint-Denis | Decathlon | Oro       | 8 750 p.    |                               |
| 2004 | Giochi olimpici | Atene       | Decathlon | dnf       | dnf         |                               |
| 2007 | Mondiali        | Osaka       | Decathlon | dnf       | dnf         |                               |
| 2008 | Giochi olimpici | Pechino     | Decathlon | dnf       | dnf         |                               |